# Toporzeł

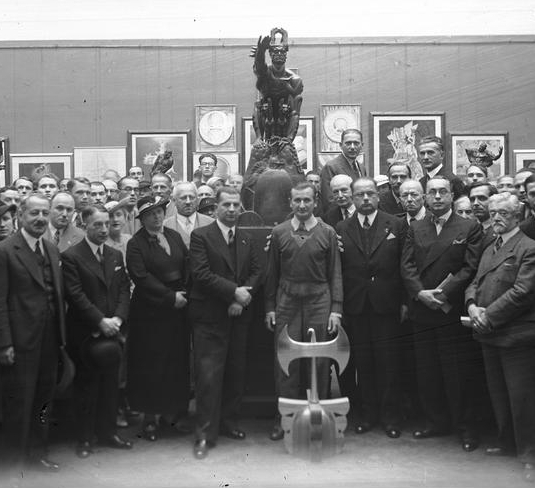
Stanisław Szukalski podczas wystawy w Krakowie w 1936 roku. Artysta wspiera się o hełm zwieńczony symbolem Toporła

Toporzeł – symbol przedstawiający obosieczny topór z głową orła, zaprojektowany w 1935 roku przez Stanisława Szukalskiego „Stacha z Warty” jako godło odrodzonej Polski („Polski drugiej”). Głowa orła wystylizowana została na kształt haka, co miało symbolizować zerwanie z tradycją. 

Przynoszę wam zatem piękny znak, nowego Orła i to jeszcze prostszego od piastowskiego, abyście wy, co opętani jesteście jako i ja, zamiarem rodosławiańskiej misji; z sercem otwartym przyjęli na swe sztandary, szczerego wyznania patriotyzmu narodowego i rasowego, ten oto znak Topora, co Orłem się stał. Niechaj Toporzeł da nam wszystkim, bez względu na odmienne ścieżki zmierzań do tego samego Ideału, potrzebne dziś natchnienie.

Obecnie symbolu Toporła używają różne organizacje odwołujące się do dorobku przedwojennej Zadrugi, takie jak Wydawnictwo Toporzeł czy Stowarzyszenie na rzecz Tradycji i Kultury „Niklot”.
Symbol ten został zakazany przed Mistrzostwami Europy 2008 w piłce nożnej przez organizację Football Against Racism in Europe, wraz z symbolem Falangi i mieczykiem Chrobrego.

## Topokrzyż
Symbol bazujący na Toporle, lecz z krzyżem zamiast głowy orła (Topokrzyż) pojawiał się w wydawanym przez Szukalskiego piśmie „Krak”. Opatrzony był on napisem „G.O.J. – Gospodarczą Organizujmy Jedność” i w zamierzeniu autora miał służyć do znakowania nieżydowskich sklepów. Na początku 1940 roku w okupowanej przez Niemców Warszawie symbol ten został wykorzystany przez polskich antysemitów z grupy „Atak” do oznaczenia sklepów chrześcijańskich, celem bojkotu ekonomicznego Żydów.